# Quintus Aelius Paetus (Pontifex)
Quintus Aelius Paetus († 2. August 216 v. Chr.) war ein zum plebejischen Geschlecht der Aelier gehöriger Politiker der Römischen Republik.
Paetus übte das sakrale Amt eines Pontifex aus. Er gehörte zu den plebejischen Kandidaten für den Posten des einen Konsuls des Jahres 216 v. Chr., unterlag aber Gaius Terentius Varro, dessen Wahl problemlos verlief, während sich die Patrizier mühsam auf Lucius Aemilius Paullus als gemeinsamen Bewerber verständigten und diesen erst im zweiten Wahlgang durchbrachten. 216 v. Chr. fiel Paetus in der für die Römer in einer vernichtenden Niederlage gegen Hannibal endenden Schlacht von Cannae. Er war wahrscheinlich der Vater des Konsuls von 201 v. Chr., Publius Aelius Paetus, sowie des Konsuls von 198 v. Chr., Sextus Aelius Paetus Catus.